# Pierre Colin (compositeur)
Pour les articles homonymes, voir Pierre Colin.
Œuvres principales
26 messes, 36 motets, 12 magnificat, 57 psaumes et 9 chansons
Pierre Colin (fl.1538-1572) est un compositeur, organiste et maître des enfants de la cathédrale d’Autun (France), où il a passé toute sa carrière.

## Biographie
Ce compositeur français ne doit pas être confondu avec Gilbert ou Pierre-Gilbert Colin (appelé Chamault), premier chapelain de la chapelle des enfants de France (1521-1536) mentionné par François-Joseph Fétis.
La trace la plus ancienne de Pierre Colin est une chanson parue en 1538 chez Pierre Attaingnant à Paris (RISM 153812). Son nom est mentionné dès 1539 comme « Maistre des enfans » dans les comptes du chapitre de la cathédrale Saint-Lazare d’Autun, puis comme chanoine de l'église Saints-Pierre-et-Paul de la même ville en 1540. Il succède à l’ancien maître des enfants Jehan Hastier (Astiez), lui aussi chanoine de Saint-Pierre-et-Paul entre 1527 et 1542.
Il semble que toute sa carrière durant, Pierre Colin soit resté actif dans « ceste ancienne et vénérable église d’Autun ». D’ailleurs, il compose un motet pour la fête de Saint-Léger d'Autun (évêque d’Autun de 663 à 678). En 1550, il se présente toujours comme « maistre des enfans » de la cathédrale et en 1554 il remercie les chanoines du lieu de lui avoir permis d’accéder au sacerdoce. Il laisse cette charge à Jehan Defossés en 1562, mais garde des fonctions d’organiste jusque vers 1569.
En 1572, il est remplacé à l’orgue par Jean de Chavannes, signe qu’il est sans doute décédé autour de cette date. Le chanoine Denis Grivot indique que son frère Jean Colin fut recteur de l’hôpital du Saint-Esprit.
Colin est un musicien très investi dans sa charge de maître des enfants et de compositeur. Quiconque se penche sur ses œuvres peut constater que Colin n’est pas un petit maître provincial, malgré le fait qu’il demeure pendant toute sa carrière au service du même chapitre (sans avoir, apparemment, sollicité d'autres postes). Il témoigne d’ailleurs de façon pragmatique de sa vie de musicien dans la dédicace aux chanoines de l’église d’Autun :
« À votre accueil dès l’abord très affable et aux gratifications généreuses dont vous m’avez honoré, vous avez bientôt ajouté le sacerdoce et d’autres bienfaits. Les médecins n’ont à présenter que des choses de médecine et l’ouvrier ses ouvrages. Moi qui suis maître de chant (phonascus) de votre église et chargé de former la voix des choristes enfants (symphoniacorum puerorum) je fais de la musique et rien d’autre ; je ne sais faire que cela. De mon maigre bagage, je tire des liturgies, des messes si vous préférez, par mes soins revêtues d’une harmonisation qui est parfois heureuse, sauf quand l’inspiration me fait défaut. Je vous les offre à l’usage de votre chœur ».

## Œuvres

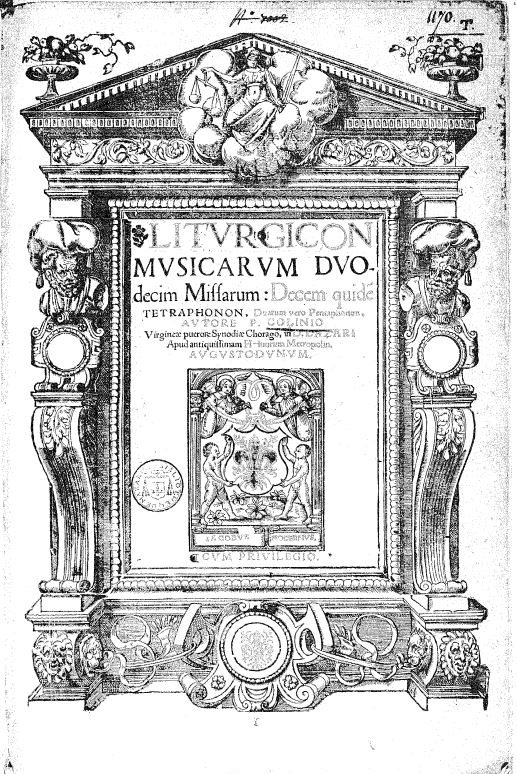
Liturgicon musicarum, Lyon, Jacques Moderne, 1554 (Paris, Bibl. Mazarine)

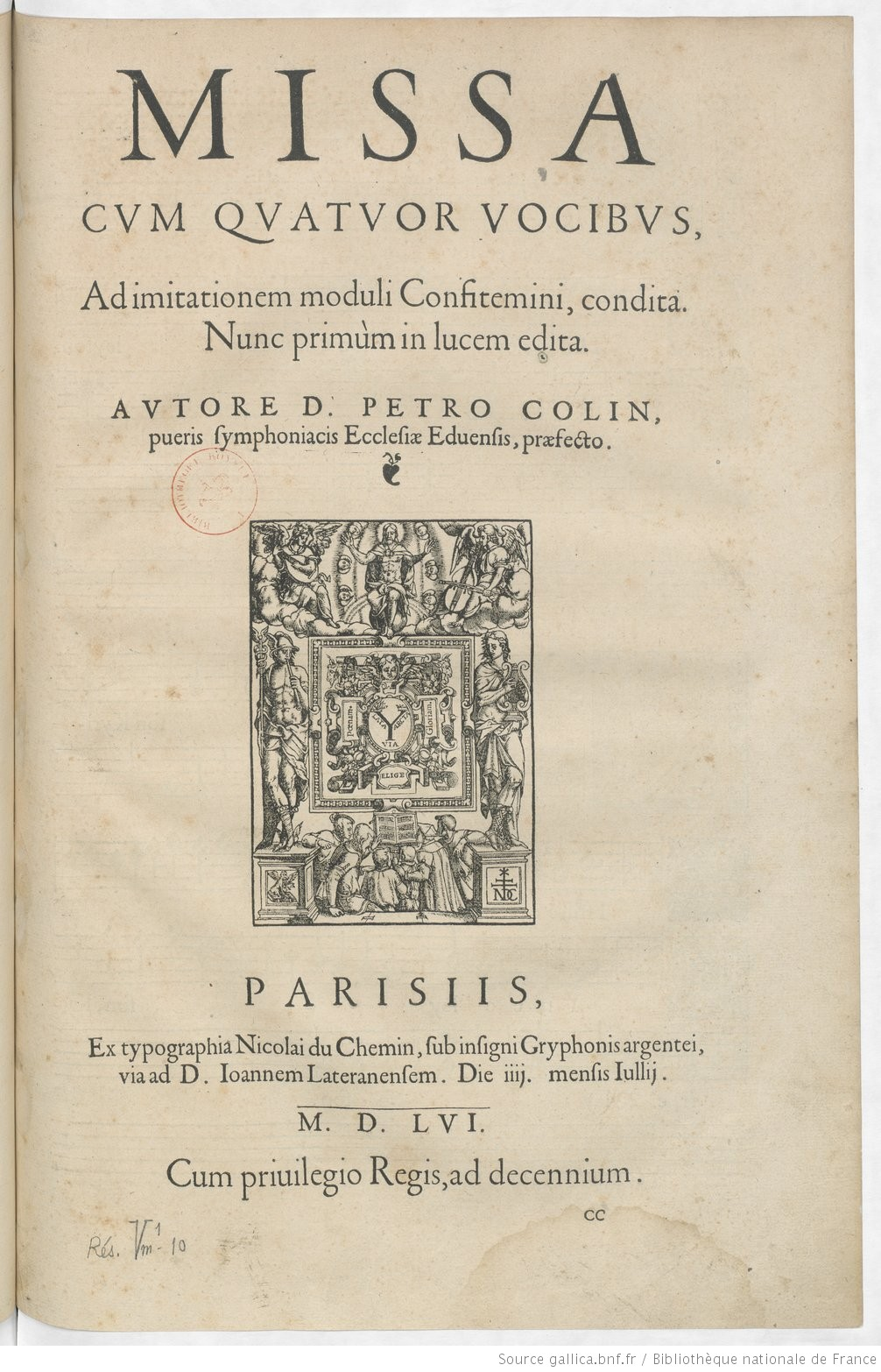
Missa Confitemini, Paris, Nicolas Du Chemin, 1556 (Paris BNF)

Pierre Colin est l’auteur d’une abondante musique religieuse où il aborde les principaux genres catholiques usités à cette époque, avec 26 messes, 36 motets et 12 magnificat. Il dédie plusieurs de ses œuvres à des dignitaires du chapitre d’Autun et à l’évêque Pierre de Marcilly, qui occupa le siège d’Autun de 1558 à 1572.

### Les messes
- Liber octo missarum, Lyon, Jacques Moderne, 1542 (RISM C 3307)

Contient : Missa Ave gloriosa (4 v.), Missa Beatus vir (4 v.), Missa Tant plus de bien (4 v., sur une chanson de P. Lapperdey), Missa Regnum mundi  (4 v., sur un modèle anonyme), Missa Emendemus in melius (4 v., sur un modèle de Jean Richafort), Missa Christus resurgens  (4 v., sur un modèle du même), Missa Peccata mea  (5 v., sur un modèle de Pierre Certon), Missa Beata es Maria (6 v.)
- Harmonidos Ariston, Lyon, Jacques Moderne, RISM 15472 (rééd. 15481).

Contient : Missa Veni sponsa Christi (4 v.), Missa Angelus Domini' (4 v.).
- Missae duodecim, cum quatuor vocibus, Paris, Nicolas Du Chemin, 1554. Contient : Missa Salus nostra (4 v.) (rééd. seule, chez le même en 1564, RegC 97, f. 96, WrotS 93, no 11).
- Liturgicon musicarum, Lyon, Jacques Moderne, 1556 (dédicace datée de 1554) (RISM C 3310).

Contient : Missa Adjuva me Domine (4 v., sur un modèle de Jean Conseil), Missa Père de nous (4 v.), Missa Osculetur me (4 v.), Missa Gaudeamus omnes (4 v.), Missa Domine ne in furore (4 v., sur un modèle de Colin lui-même), Missa Deus in nomine tuo (4 v.), Missa Sancta Maria (4 v.), Missa Judica me Deus (4 v.), Missa Estans assis (4 v.), Missa Qui au conseil (4 v.), Missa Super flumina babylonis (5 v.), Missa Expurgate (5 v.).
- Missa cum quatuor vocibus ad imitationem... Confitemini, Paris, Nicolas Du Chemin, 1556.

Contient : Missa Confitemini (4 v.) (rééditée dans les Missarum musicalium du même imprimeur en 1568).
- Missa cum quatuor vocibus ad imitationem... In me transierunt, Paris, Nicolas Du Chemin, 1556.

Contient : Missa In me transierunt (4 v., sur un modèle de Jean Maillard), réédités dans les Missarum musicalium de 1568.
- Missa cum quatuor vocibus ad imitationem Surgens Jesus, Paris, Nicolas Du Chemin, 1556.

Contient : Missa Surgens Jesus (5 v., sur un modèle de Colin lui-même), réédités dans les Missarum musicalium de 1568.
L’imprimeur lyonnais Jacques Moderne consacre à Colin deux recueils entiers : le Liber octo missarum quarum priores, quae numero sex sunt en 1542 et Liturgicon musicarum duodecim missarum en 1554 ; il construit son recueil Harmonidos ariston. Tricolon, ogdoameron (1547) autour de deux de ses messes qui débutent l’ouvrage et un magnificat qui le clôt, complétant le livre avec des pièces d’Antoine Gardane, Clemens non Papa, Philibert Jambe de fer et Pierre de la Farge. Ces livres constituent des ressources liturgiques destinées aux maîtres de chapelle et ont été largement diffusés, au point que ce répertoire a été réédité et recopié en Allemagne et Italie. C’est chez l’éditeur parisien Nicolas Du Chemin que le reste de ses œuvres est publiée, sous la forme de trois messes publiées séparément.

### Motets
- Motteti del Fiore. Quartus liber 4 v., Lyon, Jacques Moderne, RISM [153911].

Contient : Hic est vere martyr (4v.), Surge illuminare, 2 p. Stella ista (4v.), Cives apostolorum (4v.), Alleluya Pasca nostrum (4v.)
- Liber octo missarum, Lyon, Jacques Moderne, 1542 (RISM C 3307).

Contient : Sancta Maria (4 v.), O Leo Degari (4 v.), Pastores dicte, 2p. Infantum vidimus (4 v.), Haec est vere fraternitas, 2 p. Ecce quam bonum (4 v.), Pater peccavi, 2 p. Quanti mercenarii (4 v.), Nativitas gloriosæ, 2 p. Cum jucunditate (4 v.), Filie hyerusalem (5 v.), Assumpta est Maria (6 v.).
- Motteti del Fiore Quintus liber 5 v, Lyon, Jacques Moderne, RISM  [15425].

Contient Gaude Barbara beata (5 v.), 2 p. Gaude quia meruisti, Domine quid multiplicati sunt (5 v.), 2 p. Ego dormivi, Cœnantibus illis (5 v.), 2 p. Dixerunt viri).
- Musicae modulationes numero XXI, Anvers, Vissenaecken, 1542, RISM 15427. Contient : Memento creatoris tui (4 v.).
- Cathédrale de Valladolid, Ms C5 (c. 1550-75) (Val C5). Contient : Sancti dei omnes (Colnius).
- Primus liber... quatuor et quinque vocum modulos, Paris, Nicolas Du Chemin, 1551, RISM 15511. Contient : Salvum me fac deus.
- Tertius liber modulorum quatuor quinque et sex vocum, Genève, Michel Du Boys et Guillaume Guéroult, 1555, RISM 1555/. Contient : Deus in nomine tuo (4 v., 2 p. Averte mala).
- Quartus liber modulorum quatuor quinque et sex vocum, Genève, idem, 1555, RISM 155514. Contient : Recordare Domine (5 v.)
- Petri Colin... modulorum... quatuor, quinque et sex voces Liber primus,  Paris, Du Chemin, 1561 (RISM C 3315-1561a).

Contient : Notam fac mihi viam (5 v., 2 p. Spiritus tuus bonus), Miserere mei Deus (5 v.), Surgens Jesus (5 v., 2 p. Surrexit Dominus), Dum complerentur (5 v.), Vidi speciosam (5 v., 2 p. Quæ est ista), Gaudent in cœlis (6 v.), O magnum misterium (4 v.), Homo erat in Jerusalem (5 v.), Pater peccavi (4 v., 2 p. Quanti mercenarii).
- Petri Colin... modulorum... quatuor et quinque partitorum Liber secundus, Paris, Nicolas Du Chemin, 1561 (RISM C 3316-1561b).

Contient Super flumina Babylonis (5 v., 2 p. Si obletus, 3 v., 3 p. Memor esto, 5 v.), Notus in Judaea Deus (5 v.), Eripe me Domine (5 v.), Beati quorum remissæ sunt, 2 p. Delictum meum (5 v.), Induta est caro mea, 2 p. Dies mei sicut umbra (5 v.), Congratulamini mihi (5 v., 2 p. Tulerunt Dominum), Jubilate Deo omnis terra (5v., 2 p. Populus ejus), Cum inducerent puer Jesum (4v.).

### Magnificat
- Liber octo missarum, Lyon, Jacques Moderne, 1542 (RISM C 3307).

Contient : Magnificat Primi toni, Secundi toni, Tertii toni, Quarti toni, Quinti toni, Sexti toni, Septimi toni, Octavi toni (tous à 4 v.).
- Harmonidos Ariston, Lyon, Jacques Moderne, 1546 (rééd. RISM 15472 et 15481). Contient: Magnificat Primi et sexti toni (4 v.).
- Canticum Beatae Mariae Virginis, Paris, Nicolas Du Chemin, 1553, RISM 15533. Réédité dans les Missae duodecim 1554).

Contient : Magnificat quarti toni (rééd. de celui du Liber octo missarum), sexti toni, septimi toni.

### La musique spirituelle

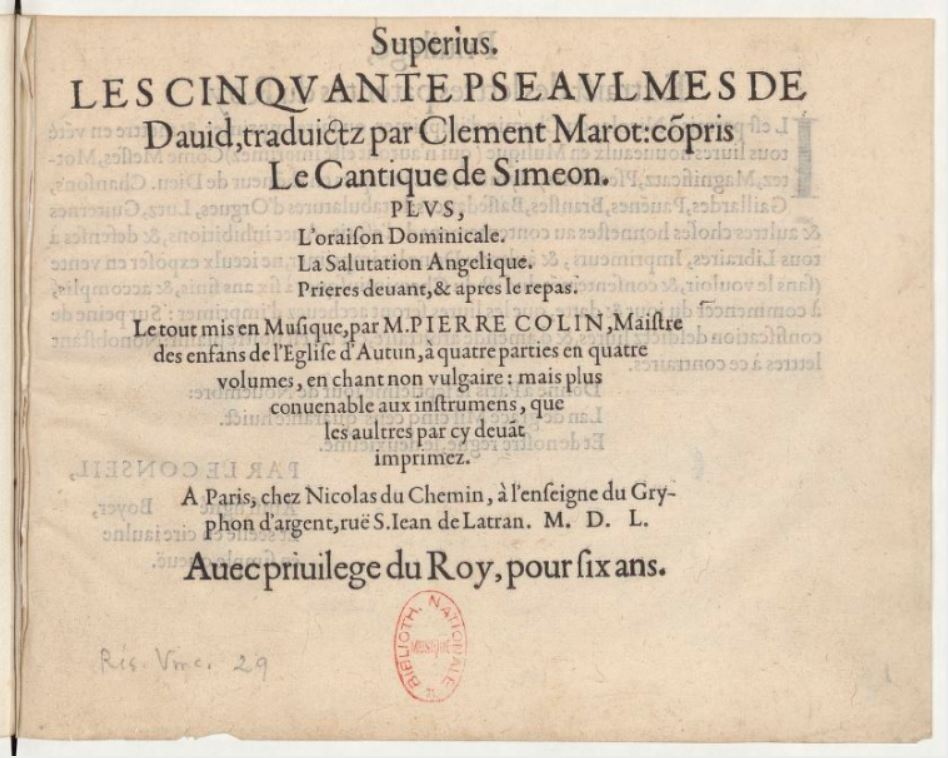
Page de titre des Cinquante pseaulmes de David de Pierre Colin (Paris : Nicolas Du Chemin, 1550). Paris BNF (Mus.).

- Les cinquante pseaulmes de David traduictz par Clement Marot, compris le cantique de Simeon. Plus l'oraison dominicale, la Salutation angelique, Prieres devant & après le repas. Le tout mis en musique par M. Pierre Colin... en quatre partie en quatre volumes, en chant non vulgaire, mais plus convenable aux instruments. Paris, Nicolas Du Chemin, 1550. Lesure 1953 no 8.
- Les sept pseaumes pénitentiaux de David traduits en rime françoise par Clement Marot, & mis en musique à quatre parties (en forme de motets) par M. Pierre Colin. Paris, Nicolas Du Chemin, 1564. Lesure 1953 no 81.

Contient : Ne veuille pas O Sire me reprendre (Ps. 7), O Bienheureux celuy dont les commises fautes (Ps. 22), Las en ta fureur aiguë (Ps. 37), Misericorde au pauvre vicieux (Ps. 50), Seigneur entends ma requeste (Ps. 101), Du fonds de ma pensée (Ps. 130), Seigneur Dieu oy l’oraison mienne (Ps. 142).
- Pleurez meschans (4 v.) Pierre Haultin, 1578.

La collaboration de Colin avec Du Chemin l'a peut-être incité à s’intéresser aux psaumes traduits par Clément Marot. Comme d’autres musiciens de cette période, tels Pierre Certon, Antoine Mornable ou Clément Janequin, il se lance dans l’harmonisation de ce nouveau répertoire. Hélas, ses deux livres sont incomplets : on n'a plus que la voix de superius du premier et celle de bassus pour le second.

### Chansons
- Amour tu faiz a ton office injure (4 v.) Attaingnant, 153812.
- Mort en malheur m’est seulle sufisance (4 v.) Attaingnant, 15415.
- L’œil dict assez s’il estoit entendu (4 v.) Attaingnant, 15415.
- Cesser mon cueur de tant penser a elle (4 v.) Attaingnant, 15437.
- Une chanson inconnue, Moderne, 1543 (dans le Onzième livre du Parangon des chansons, perdu).
- Qui dict qu’au mal d’amour la jouissance (4 v.) Attaingnant, 154512.
- Des faitz d’amour je n’ai pas congénitalement (4 v.) Attaingnant, 154919.
- Comment mon cueur es-tu (4 v.) Du Chemin, 155012.

### Le style
Le style de Colin est celui de l’école post-josquinienne, partagé par Jachet de Mantoue, Jean L’Héritier ou Jacques Arcadelt, essentiellement basé sur le contrepoint en imitation. La plupart de ses messes sont construites selon le principe de la messe-parodie (ad imitationem), qui reprend le thème de motets de Pierre Certon, Jean Conseil, Jean Richafort, Jean Maillard ou... les siens propres. Contrairement à ses contemporains, il ne se sert qu’une seule fois d’une chanson pour la conception d’une messe. Dans le Liturgicon musicarum, il a utilisé à cinq reprises ses psaumes de Marot en tant que modèles, conférant à ces messes une grande singularité et des caractéristiques stylistiques faites de brièveté et de simplicité.
Que ce soit dans les messes, les Magnificat ou les motets, Colin attache une importance particulière à la place des paroles sous la musique, répondant visiblement aux critiques formulées dans les années 1540 et 1550 à l’encontre des musiciens à qui l’on reprochait d’écrire une musique trop mélismatique et dans un contrepoint masquant la compréhension des mots. Dans la préface du Liturgicon musicarum, il prend part à ce débat sur lequel le Concile de Trente apportera des préconisations à partir de 1563 :
« Il ne me plaît guère de m’élever contre ceux dont les voix, presque méchantes, affirment que notre art, qui est un art saint, l’un des sept arts libéraux, et non des moindres, gît, méprisé, dans les ténèbres ; je dirai seulement que je n’ai laissé passer aucune de leurs calomnies, par exemple lorsqu’ils se plaignent qu’ici et là, dans la plupart de mes compositions musicales, les mots et les phrases sont interrompus et qu’on entend qu’un tumulte confus de voix. [...] ainsi, j’ai ajusté la mélodie à ses mesures pour que soient entendues de tout le monde, non seulement un seul mot de la phrase, mais encore les phrases entières, que les oreilles soient charmées par la voix mélodieuse, et que, néanmoins, l’esprit reçoive la moelle de la phrase ». Les messes sur psaumes français, qui donnent sèchement une lecture syllabique et homophone du texte, sans conduit ornemental constituent une réponse radicale à ces « voix presque méchantes ».

## Éditions modernes
- 60 Chansons zu vier Stimmen aus der ersten Hälfte des 16. Jahrhunderts von französischen und niederländischen Meistern, éd. R. Eitner. Leipzig: Breitkopf und Härtel, 1899 (Publikation älterer praktischer und theoretischer Musik-Werke, Bd.23.
- Thirty six Chansons of French Provincial Composers 1530-1550, éd. L.E.Z. Miller, Madison, A-R Editions, 1981.
- Chris Lengefeld, The Motets of Pierre Colin, Ph.D., University of Iowa, 1969, vol. 2.